# Bathymicrops brevianalis
Bathymicrops brevianalis – gatunek ryby z rzędu skrzelokształtnych i z rodziny Ipnopidae. 

## Występowanie
Występuje w Południowo-zachodnim Pacyfiku koło Nowej Zelandii.

## Środowisko
Jest rybą głębinową żyjącą na głębokości 5850 - 5900 m.

## Pokarm
Żywi się małymi skorupiakami i kalmarami.